# Kent Agent
Kent Agent är huvudpersonen i två barnprogramsserier på Sveriges Television (2004 och 2010) samt två efterföljande böcker av Kalle Brunelius och Natanael Derwinger (2012 och 2013).

## TV
Kent Agent gjorde TV-debut i Kent Agent och de hemliga ställena på SVT1 år 2004. Handlingen kretsar kring den hemlige agenten Kent Agent (Kalle Brunelius) som tillsammans med uppfinnaren Mister Bister (Natanael Derwinger) hjälper barn med deras problem, framför allt med att hålla barns gömställen hemliga. Hans motståndare heter Tuttifrutta. Serien skrivs av Brunelius och Derwinger och produceras av Anna Sommansson.
Med början år 2010 sändes uppföljaren Kent Agent och den hemliga kraften i Barnkanalen.

### Rollfigurer
- Kalle Brunelius – Kent Agent, iklädd trenchcoat, hatt och glasögon
- Natanael Derwinger – Mister Bister, med forskarrock och spretigt hår
- Hugo Flytström

### Musik
Förtexterna till serien använder en version av titelmelodin till James Bond-filmen I hennes majestäts hemliga tjänst av John Barry. Övrig musik görs bland annat av Robert Johnson.

## Böcker
Huvudrollsinnehavarna Kalle Brunelius och Natanael Derwinger har skrivit två böcker om Kent Agent, båda med illustrationer av Simon Jannerland:
- 2012 –  Kent Agent och ”mysteriet med supersmutsen”. Pintxo. ISBN 978-91-980002-1-4
- 2013 –  Kent Agent och ”kampen mot bautabullarna”. Pintxo. ISBN 978-91-980002-3-8